# Bentzin
Bentzin ist eine Gemeinde im Landkreis Vorpommern-Greifswald. Sie liegt westlich von Jarmen. Bis zum 1. Januar 2004 war die Gemeinde Teil des Amtes Tutow und ist seitdem Teil des Amtes Jarmen-Tutow.

## Geografie und Verkehr
Bentzin liegt etwa sechs Kilometer westlich von Jarmen. Die Bundesstraße 110 verläuft südlich der Gemeinde. Der Ort ist über den Anschluss Jarmen der Bundesautobahn 20 zu erreichen. Durch das Gemeindegebiet fließt die Peene. An der Peene befindet sich im Ortsteil Alt Plestlin ein Wasserwanderrastplatz.
Zur Gemeinde gehören die Ortsteile:
| - Bentzin - Leussin - Alt Plestlin | - Neu Plestlin - Zarrenthin - Zemmin |

## Geschichte
Die Ortsnamen deuten auf eine slawische Herkunft hin, aber schon in der Steinzeit war die Gegend besiedelt. Die Dörfer wurden Ende des 13. Jahrhunderts erstmals urkundlich erwähnt. Die Gegend litt stark unter dem Dreißigjährigen Krieg, als einige Gemeindedörfer verwüstet wurden. Von 1720 bis 1815 war die Peene Grenzfluss zwischen Preußen und Schweden.

### Alt Plestlin

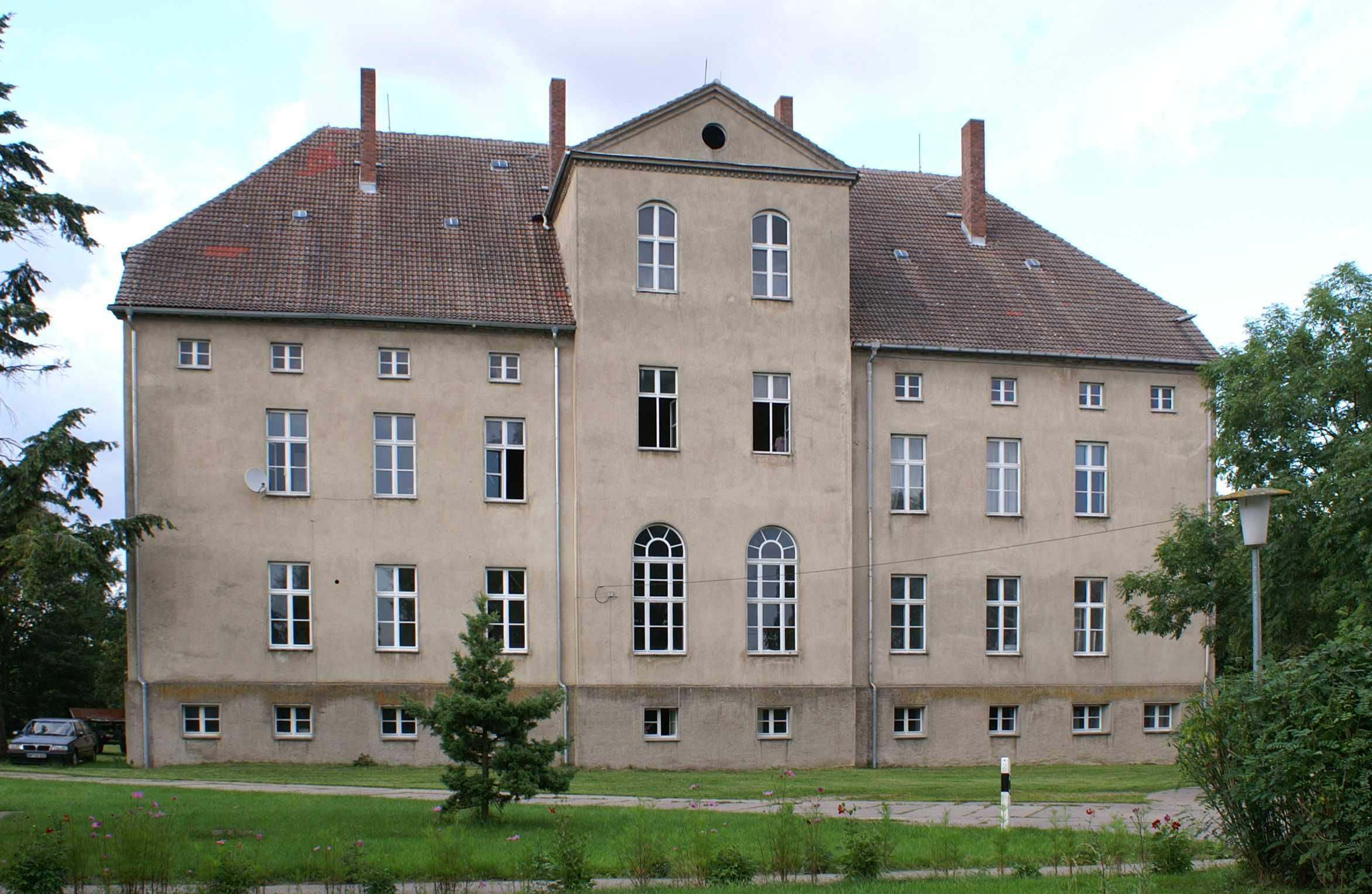
Herrenhaus Alt Plestlin

Das Gut Plestlin geht auf einen im 13. Jahrhundert erstmals erwähnten ritterschaftlichen Besitz zurück. Während des 16. und der ersten Hälfte des 17. Jahrhunderts befand es sich im Besitz der adligen Familie Suckow, denen auch Jagetzow gehörte. Am 5. März 1504 belehnte Herzog Bogislaw X. die Brüder Clawes, Ertwann, Thomas, Hermann, Dietrich und Gerth Suckow mit den Gütern Plestlin und Gawetzow (Jagetzow). Am 14. April 1561 erhielt Henning Suckow zu Plestlin die Belehnung und am 27. Januar 1602 wurden Dietrich, Claus und Thomas Suckow belehnt. Letzter Besitzer aus der Familie Suckow war Joachim, der um 1660 starb.
In der Schwedenzeit gelangte das Gut in den Besitz der 1650 in den schwedischen Adelsstand erhobenen Freiherrn von Keffenbrink. Am 3. November 1652 erteilte Königin Christina von Schweden dem Andreas Axelsson Keffenbrink, Assessor am Hofgericht zu Greifswald, die Anwartschaft auf das Lehngut Plestlin, welches sich noch im Besitz des Joachim Suckow befand. In der Mitte des 19. Jahrhunderts ließen diese das Herrenhaus in Alt Plestlin bauen. Nach dem Aussterben der freiherrlichen Linie 1910 wurde der Besitz dem Fideikommiss der Grafen von Keffenbrink auf Griebenow angeschlossen. Nach dem Tode von Siegfried Graf von Keffenbrink-Griebenow 1920 kam das Gut durch Erbschaft an die Freiherrn von Langen, die sich hier von Langen-Keffenbrinck nannten. Plestlin gehörte jetzt dem Olympiasieger Carl Freiherr von Langen-Keffenbrink. Sein Pferd Hanko aus dem Film „… sie reiten für Deutschland“ ist beim Schloss in Alt Plestlin begraben. 1945 wurde der letzte adlige Besitzer Dr. Hans-Wolfgang Freiherr von Langen-Keffenbrinck (1904–1986) enteignet.

### Leussin
Auf der Gemarkung von Leussin bestand ebenfalls adeliges Gut und ein Dorf. Das Rittergut gehörte über einige Generationen den Freiherren von Sobeck und dann ihren Nacherben. Zu Beginn des 20. Jahrhunderts hatte Leussin eine Gutsherrin, Henriette von der Schulenburg (1856–1937). Ihre Mutter war Luise von der Schulenburg, geborene Freiin von Sobeck (1836–1913), Ehefrau des Politikers Adelbert von der Schulenburg-Filehne. Das Rittergut Leussin hatte einen Umfang von 463 ha, davon waren einst 32 ha Waldbesitz.

### Zarrenthin
Die aus Schlesien eingewanderte Gutsbesitzerfamilie von Sobeck bildete bald eine eigene genealogische Familienlinie für Altvorpommern heraus. Bekanntester Vertreter war der Generalmajor Franz Freiherr von Sobeck (1721–1778). Wie in Leussin war vor 1914 lange Henriette Gräfin von der Schulenburg-Filehne die Gutsbesitzerin vor Ort. Gut Zarrenthin war in Pacht an den Amtsrat hauptmann a. D. Kanold gegeben, der wiederum einen Inspektor Winkler bestellte. Das Rittergut Zarrenthin hatte eine Größe von 441 ha.

### Zemmin
Der Ortsteil Zemmin wurde als Summyn am 14. Februar 1305 erstmals urkundlich erwähnt, als der Bischof Heinrich von Cammin Zemmin an den Pommernherzog Otto. I. verkaufte.
In der urkundlichen Ersterwähnung heißt es:

„Im Namen des Herrn Amen. Otto von Gottes Gnaden, Herzog der Slawen und Cassuben, Herr zu Stettin, allen auf immer. Damit nicht zweifelhaft werde, was verhandelt wird, muß es durch dauernde Bekräftigung befestigt werden. Darum haben wir mit unseres treuen Bruders, nämlich des Herzogs Bugislavs und unserer Getreuen Rat, von dem ehrwürdigen in Christo Vater, Herrn Heinrich, der Caminischen Kirche Bischof und vom Kapitel derselben Kirche gekauft für 3000 slawische Mark gewöhnlicher Münze das ganze Land Germyn (Jarmen) mit seinen Grenzen und unten genannten Dörfern, nämlich das Städtlein Germen (Anmerkung: Jarmen) selbst mit allen seinen Scheiden und das slavische Dorf Doytin (Anmerkung: Klein Toitin) und das deutsche Dorf Toytin (Anmerkung: Groß Toitin), Mossentin (Anmerkung: Müssenthin = Müssentin bei Jarmen), Summyn (Anmerkung: Zemmin), Bentin (Anmerkung: Bentzin), Sarntin (Anmerkung: Zarrenthin), mit allen Scheiden, Grenzen und Nutznießungen, Freiheiten, Rechten und allen anderen, welche daraus herfließen können, gleichwie derselbe Bischof und das Kapitel jenes Land bisher besessen haben, jedoch so, daß das Eigentum des Landes ihnen verbleibt.“

Das Gut Zemmin war erst im Besitz der Familie von Horn und wurde Ende des 17. Jahrhunderts Besitz der Familie von Parsenow. Ihnen folgte die briefadelige Familie von Müller. Der Landschaftsrat (Ritterschaftsrat) Detlof von Müller (1772–1839) heiratete einst Henriette von Sobeck-Zarentin und so kam wohl ihr Adelsgeschlecht in das Besitztum von Zemmin.
Anfang des 19. Jahrhunderts bis zum Ende des Zweiten Weltkrieges war die Familie von Sobeck letzter Gutsbesitzerfamilie in Zemmin. Ein bekannter Vertreter dieser Familie war das Mitglied des Preußischen Herrenhauses, Rechtsritter des Johanniterordens und Grundbesitzer vor Ort Wilhelm von Sobeck. Er war mit Marie Karoline von Quillfeldt verheiratet. Erbe auf Zemmin wurde ihr jüngster Sohn Rittmeister und Johanniter Axel sen. von Sobeck, liiert mit Marie Freiin von Brockdorff. Letzter Gutsherr in Zemmin war wiederum dann im Minorat der jüngste Sohn Axel Freiherr von Sobeck (1888–1942), Oberleutnant im Ersten Weltkrieg und 1939, ganz in Tradition seiner sämtlichen Vorfahren, in den Johanniterorden eingetreten. Seine Begüterungen waren umfangreich. Das Rittergut Zemmin mit 637 ha und das Rittergut Bentzin mit 903 ha Fläche. Das Gut führte zuletzt die Ehefrau Elisabeth (Lisa) geb. von Schwerin-Hohenbrünzow (1894–1981). Das Ehepaar hatte fünf Kinder, von denen die beiden ältesten 1936 starben. Bis Oktober 1945 hielt sich die Familie von Sobeck in Zemmin auf und ging später nach Hamburg.

## Politik

### Gemeindevertretung und Bürgermeister
Der Gemeinderat besteht (inkl. Bürgermeisterin) aus 8 Mitgliedern. Die Wahl zum Gemeinderat am 26. Mai 2019 hatte folgende Ergebnisse:
| Partei/Bewerber        | Prozent | Sitze |
| ---------------------- | ------- | ----- |
| Freie Wähler Bentzin   | 62,05   | 5     |
| CDU                    | 15,56   | 1     |
| Einzelbewerber Logall  | 8,27    | 1     |
| Einzelbewerber Schultz | 6,38    | 1     |

Bürgermeisterin der Gemeinde ist Grit Gawrich, sie wurde mit 67,99 % der Stimmen gewählt.

### Wappen, Flagge, Dienstsiegel
Die Gemeinde verfügt über kein amtlich genehmigtes Hoheitszeichen, weder Wappen noch Flagge. Als Dienstsiegel wird das kleine Landessiegel mit dem Wappenbild des Landesteils Vorpommern geführt. Es zeigt einen aufgerichteten Greifen mit aufgeworfenem Schweif und der Umschrift „GEMEINDE BENTZIN“.

## Sehenswürdigkeiten

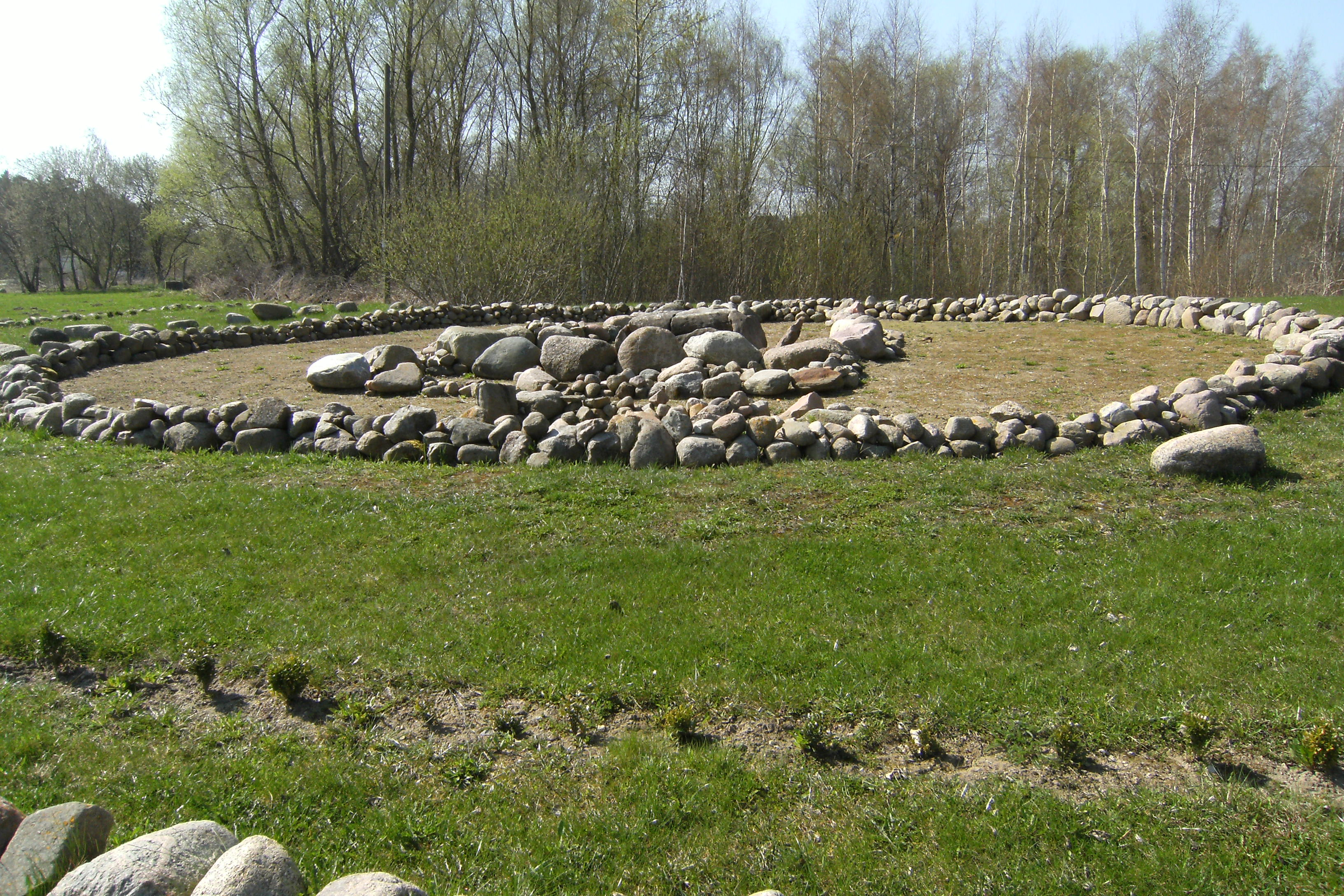
Rekonstruktion des Steinhügelgrabes von Zarrenthin

- Dorfkirche Alt Plestlin: Chor vom 14. oder 15. Jahrhundert, Kirchensaal später; Sanierungen, Veränderungen, Westempore und Fachwerkturm mit Westportal vom 17. Jh.
- Herrenhaus Alt Plestlin von um 1850 auf älteren Fundamenten, Festsaal mit Stuckdecke sowie Verwalterhaus und Stall aus Feldstein aus der Zeit, engl. Landschaftspark vom 19. Jh.
- Dorfkirche Bentzin als neugotischer Feldstein-Ziegelbau von 1862
- Dorfkirche Zemmin aus dem 15. Jahrhundert mit Sobeckscher Gruft und Mausoleum vom 19. Jahrhundert auf dem Friedhof.
- Rekonstruierter Grabhügel Zarrenthin am Zarrenthiner Kiessee
- Hügelgräber im Zemminer Wald in Richtung Sophienhof
- Teufelsstein, Findling bei Neu Plestlin
- Wasserwander-Rastplatz Alt Plestlin an der Peene

## Persönlichkeiten

### Söhne und Töchter der Gemeinde
- Julius Friedrich von Keffenbrink (1714–1775), Jurist, Numismatiker und preußischer Regierungsbeamter aus Alt Plestlin
- William Wendt (1865–1946), deutsch-amerikanischer Landschaftsmaler
- Berthold Beitz (1913–2013), Industrieller in der Montanindustrie, geboren in Zemmin

### Mit Bentzin verbunden
- Jens Schulze-Wiehenbrauk (* 1966), Politiker (AfD), lebt in Zemmin

## Verkehr
Nahe Bentzin verlief die Bahnstrecke der Demminer Bahnen.